# 环球音乐出版集团
環球音樂出版集團（英語： / 簡稱：）是一家位於北美的音樂出版公司，隸屬於環球音樂集團；公司在與寶麗金合併之前名為MCA音樂出版公司。目前，環球音樂出版集團是全球第二大音樂出版公司，僅次於索尼音樂發行。 環球音樂出版集團的曲庫超過了300萬首歌曲，同時公司在全球30多個國家或地區設有辦事處。

## 公司歷史
1998年，西格公司以104億美元的價格收購了寶麗金。 寶麗金的音樂業務併入到西格公司旗下的MCA唱片。合併於1999年1月正式生效，這次合併形成了一家名為環球音樂集團的新公司。合併自然也包括兩家公司下屬的音樂出版事業部門。 寶麗金所有的音樂目錄包括：迪克·詹姆斯音樂、維爾克音樂、雪松出版（Cedarwood Publishing）和瑞典音樂。 而MCA唱片則自從1964年收購盧·萊維的利茲音樂（Leeds Music）之後就一直從事音樂出版業務。
2000年8月，環球音樂出版集團從赫伯·阿爾珀特和傑瑞·莫斯手中以4億美元收購了朗多音樂（Rondor Music）。它包括了前A&M唱片公司的音樂出版部門、I.R.S.唱片、斯塔克斯唱片、避難所唱片，以及音調海。此次收購為環球音樂的曲庫增加了60,000項版權。
2006年，環球音樂出版集團以16.3億歐元的價格從貝塔斯曼音樂集團手中收購了當時全球第三大音樂出版公司的BMG音樂出版公司，這使得環球音樂成為全球最大的音樂出版商。作為收購BMG音樂出版公司協議的一部分，環球將松巴英國（包括松巴美國的歐洲版權部分）、朗多英國、19音樂、BBC的音樂目錄組建成映像音樂集團（現為協和音樂出版的一部分）。
2013年5月7日，環球音樂出版集團收購了美國音樂發行公司標準音樂公司（Criterion Music Corporation）。
2015年1月1日，喬迪·格爾森被任命為環球音樂出版集團的董事長兼首席執行官，這是音樂產業史上首位擔任大型音樂出版商高管的女性。 2015年12月3日，《告示牌》在其“音樂女性特刊”中將喬迪·格爾森評為“年度高管”。 索尼 / 聯合電視音樂出版在收購EMI音樂出版之後於2013年超過環球音樂出版成為全球最大音樂出版商。

## 公司服務
環球音樂出版集團管理著60,000個朗多音樂目錄（Rondor Music Catalog）的歌曲，同時還擁有和管理著其他音樂公司或音樂人的曲庫，這包括：新視鏡、戴夫·傑姆、狂野大腦、米高梅、萬國音樂（All Nations Music）、查理·丹尼爾斯、卡薩里·黎珂蒂、瑪瑪卡·伯格、夢工廠動畫、維亞康姆CBS（不包括表演時刻網絡）、華納兄弟、芝麻街、獅門娛樂、迪士尼音樂集團、先驅者音樂（Forerunner Music）、墓志銘唱片、格林威治 / 巴里、推進力出版（Momentum Publishing）和約翰·菲利普斯（John Philips）。它還擁有和管理著李奧納德·伯恩斯坦、亨利·曼西尼（非美國境內業務）及憑證音樂的版權。

## 國際業務
環球音樂集團在北美地區、拉美地區、歐洲地區、亞洲地區及其他地區共計設立了超過40家機構，其中面向大中華地區的分支機構有：位於北京的環球音樂出版中國分公司、位於香港的環球音樂出版有限公司和位於台北的環球音樂出版股份有限公司。

## 外部連接
- 官方网站
- 環球音樂出版集團的X（前Twitter）
- 環球音樂出版集團的Facebook專頁
- 環球音樂出版集團的Instagram帳戶
- 環球音樂出版集團在領英網站上
- 環球音樂出版集團 （页面存档备份，存于）在思播網站上
- YouTube上的環球音樂出版集團頻道